# Robert Adamson (attore)
Robert Gillespie Adamson IV (Salt Lake City, 11 luglio 1985) è un attore statunitense.

## Biografia
Diplomatosi all'Accademia Americana di Arti Drammatiche nel 2005, ha recitato in Programma protezione principesse con Demi Lovato e Selena Gomez. Nel 2012 entra nel cast principale della soap opera Febbre d'amore nel ruolo di Noah Newman. Rimane nella soap fino al 2018 e poi brevemente nel 2020. Nel 2022 sostituisce brevemente l'attore Chad Duell nel ruolo di Michael Corinthos nella soap opera General Hospital. Ritorna nel ruolo per una puntata nel 2024.

## Filmografia parziale

### Televisione
- Cold Case - Delitti irrisolti (Cold Case) – serie TV, episodio 2x18 (2005)
- C'è sempre il sole a Philadelphia (It's Always Sunny in Philadelphia) – serie TV, episodio 1x03 (2005)
- Programma protezione principesse (Princess Protection Program), regia di Allison Liddi – film TV (2009)
- Lincoln Heights - Ritorno a casa (Lincoln Heights) – serie TV, 43 episodi (2007-2009)
- Sonny tra le stelle (Sonny with a Chance) – serie TV, episodio 1x16 (2009)
- Jonas – serie TV, episodio 2x07 (2010)
- Febbre d'amore (The Young and the Restless) – soap opera, 365 puntate (2012-2020)
- General Hospital – soap opera, 9 puntate (2022-2024)

## Doppiatori italiani
Nelle versioni in italiano delle opere in cui ha recitato, Robert Adamson è stato doppiato da:
- Lorenzo De Angelis in Lincoln Heights - Ritorno a casa, Stumptown
- Flavio Aquilone in NCIS - Unità anticrimine, All Rise
- Dario De Rosa in Sonny tra le stelle
- Luigi Morville in Hollywood Heights - Vita da popstar